# Damenbundesliga 2022 (Football)
Die Damenbundesliga (DBL) 2022 war die 31. Saison in der höchsten Spielklasse des American Football in Deutschland für Frauen. Es war die erste reguläre Saison seit der Corona-Pandemie.
Das erste Spiel der Saison 2022 bestritten die Erlangen Rebels gegen die Munich Cowboys Ladies am 18. Juni um 15 Uhr in Erlangen.
Die DBL-Saison 2022 wurde von Juni bis September ausgetragen. Im Anschluss an die reguläre Saison fand direkt der Ladiesbowl statt, da aufgrund der geringen Ligadichte kein Halbfinale ausgerichtet wurde.
Der Ladiesbowl XXIX wurde am 24. September in Stuttgart ausgetragen. Am Ende setzten sich die Stuttgart Scorpions Sisters gegen die Hamburg Amazons mit 35:20 durch und gewannen ihre erste Deutsche Meisterschaft.

## Modus
In der Saison 2022 traten insgesamt sieben Teams in zwei Gruppen an (Gruppe Nord mit vier, Gruppe Süd mit drei Teams). Jede dieser Gruppen trägt ein doppeltes Rundenturnier aus, wobei jedes Team einmal das Heimrecht genießt. Nach jeder Partie erhält die siegreiche Mannschaft zwei und die besiegte null Punkte. Bei einem Unentschieden erhält jede Mannschaft einen Punkt. Die Punkte des Gegners werden als Minuspunkte gerechnet. Nach Beendigung des Rundenturniers wird eine Rangliste ermittelt, bei der zunächst die Anzahl der erzielten Punkte entscheidend ist. Bei Punktgleichheit entscheidet der direkte Vergleich.
Die Gruppenersten treten im Finale, dem Ladiesbowl, gegeneinander an, wobei das bessere Team Heimrecht bekommt.
Aufgrund der geringen Ligadichte gibt es keine Abstiegsplätze.

## Teams
In der Gruppe Nord haben die folgenden Teams am Ligabetrieb teilgenommen:
- Berlin Kobra Ladies
- Hamburg Amazons
- Hamburg Blue Devilyns
- Kiel Baltic Hurricanes Ladies

In der Gruppe Süd haben die folgenden Teams am Ligabetrieb teilgenommen:
- Erlangen Rebels

- Munich Cowboys Ladies
- Stuttgart Scorpions Sisters

## Reguläre Saison

### Saisonverlauf
Die reguläre Saison begann am 18. Juni 2022 und endete am 24. September 2022.
In der Saison 2022 spielten drei Teams weniger als noch in der letzten regulär gespielten Saison 2019 Damenbundesliga. Die Cologne Falconets wechselten freiwillig in die 2. Damenbundesliga, die Berlin Knights Ladies und München Rangers Ladies stellten den Spielbetrieb vor der Saison ein. Nach zwei Spielen zogen sich ebenso die Hamburg Blue Devilyns aufgrund zu geringer Personaldichte aus dem laufenden Spielbetrieb zurück, weshalb alle ihre Spiele mit 20:0 für die Gegner gewertet wurden.
In der Nord-Gruppe wurden die Hamburg Amazons mit fünf Siegen und einer Niederlage Gruppensieger und zogen in den Ladiesbowl ein, da sie den direkten Vergleich gegen die Berlin Kobra Ladies mit selber Bilanz mit 54:34 gewannen.
In der Süd-Gruppe wurden die Stuttgart Scorpions Sisters ungeschlagen mit vier Siegen Gruppensieger und zogen in den Ladiesbowl ein.
Der Ladiesbowl XXIX fand am 24. September 2022 im Stadion Festwiese in Stuttgart statt. Mit einer Führung ab dem ersten Viertel konnten die Stuttgart Scorpions Sisters am Ende das Finale mit 35:20 für sich entscheiden und vor Heimkulisse ihren ersten Meistertitel gewinnen.

### Abschlusstabelle
| Gruppe Nord | Gruppe Nord                   | Gruppe Nord | Gruppe Nord |    | Gruppe Süd                  | Gruppe Süd | Gruppe Süd | Gruppe Süd |
| #           | Team                          | Punkte      | TD          | #  | Team                        | Punkte     | TD         |            |
| ----------- | ----------------------------- | ----------- | ----------- | -- | --------------------------- | ---------- | ---------- | ---------- |
| 1.          | Hamburg Amazons               | 10:20       | 178:047     | 1. | Stuttgart Scorpions Sisters | 08:00      | 127:021    |            |
| 2.          | Berlin Kobra Ladies           | 10:20       | 162:050     | 2. | Munich Cowboys Ladies       | 04:40      | 093:074    |            |
| 3.          | Kiel Baltic Hurricanes Ladies | 04:90       | 059:182     | 3. | Erlangen Rebels             | 00:80      | 008:133    |            |
| 4.          | Hamburg Blue Devilyns         | 00:12       | 000:120     |    |                             |            |            |            |

Erläuterungen: Qualifikation für Ladiesbowl
- Tie-Break: Hamburg Amazons gewinnen direkten Vergleich gegen Berlin (54:34)

### Ladiesbowl
|                                |                       | Ladiesbowl XXIX             |         |                 |  |                   |
| Stuttgart 24.09.2022 15:00 Uhr |                       | Stuttgart Scorpions Sisters | 35 : 20 | Hamburg Amazons |  | Stadion Festwiese |
| Stuttgart 24.09.2022 15:00 Uhr | (6:0, 15:7, 7:7, 7:6) | Stuttgart Scorpions Sisters |         | Hamburg Amazons |  | Stadion Festwiese |